# Hypergravité

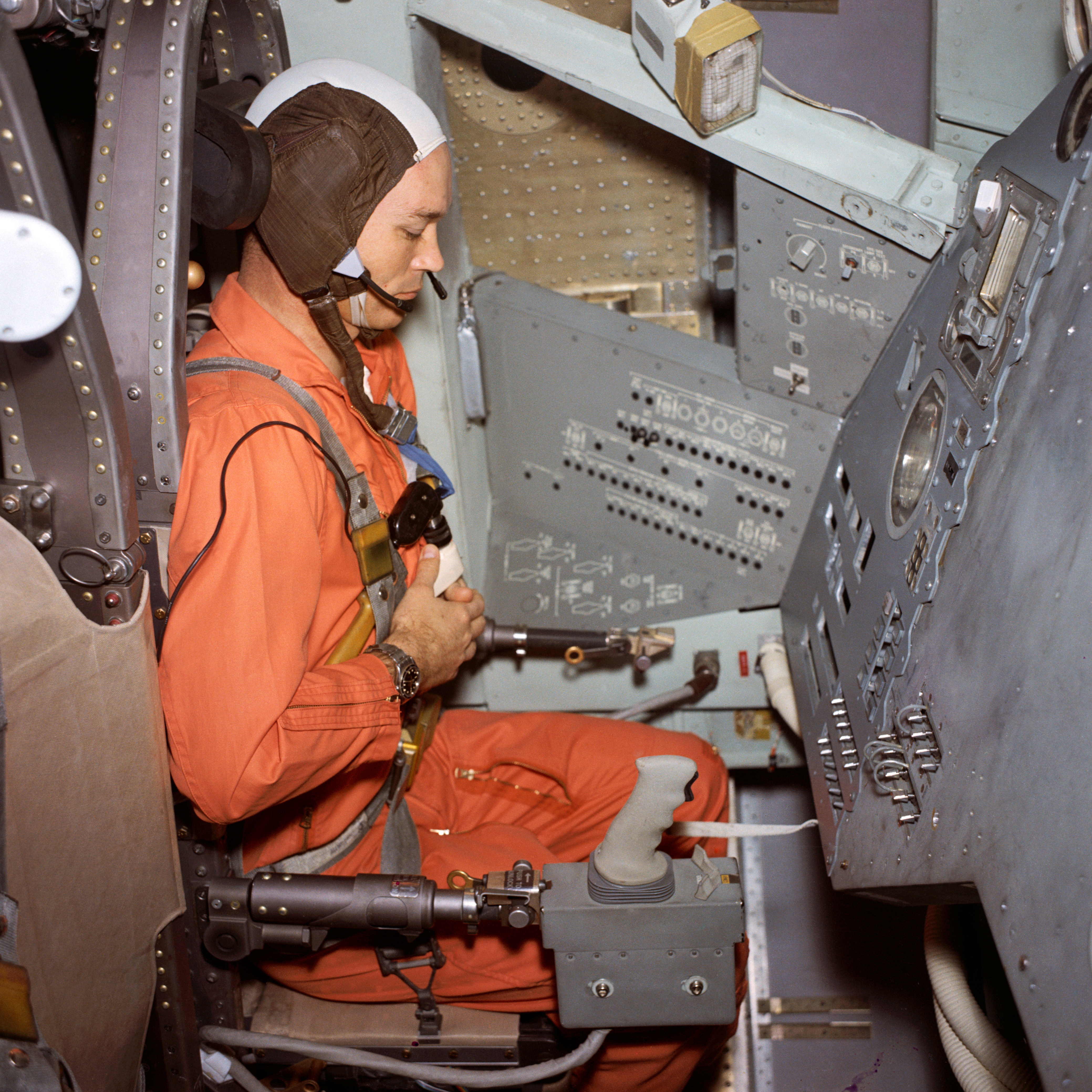
Image représentant Mike Collins pendant un entraînement dans une centrifugeuse.

L'hypergravité est définie comme étant la condition dans laquelle la force de gravité est supérieure à celle de la surface de la Terre. Ceci est exprimé comme étant supérieure à 1 g. Les conditions de l'hypergravité sont créés sur Terre pour la recherche sur la physiologie humaine en combat aérien et en vol spatial, ainsi que des tests de matériaux et d'équipements pour les missions spatiales. La fabrication d'aubes de turbines d'aluminiure de titane à 20 g est explorée par des chercheurs de l'Agence spatiale européenne (ESA).
Tout cela est d'une extrême importance, car la physiologie humaine et les matériaux sont utilisés pour construire des avions, des véhicules spatiaux et des structures, qui sont tous habitués à la gravité normale de la Terre. Des scientifiques de la NASA ont récemment établis des recherches sur les impacts de météorites, et après avoir testé certaines souches de bactéries, ils ont découvert que la plupart des souches étaient capables de se reproduire sous des pressions supérieures à 7 500 g.
Des recherches récentes menées sur les extrêmophiles au Japon impliquaient une variété de bactéries, y compris Escherichia coli et Paracoccus denitrificans (en) étant soumis à des conditions d'une extrême gravité. Les bactéries ont été cultivées, tout en étant mis en rotation dans une ultracentrifugeuse à haute vitesse correspondant à 403 627 fois "g" (l'accélération due à la pesanteur normale). Une autre étude qui a été publiée dans les "Proceedings" de l'Académie Nationale des sciences, rapporte que certaines bactéries peuvent exister même en cas d'extrême "hypergravité". En d'autres termes, ils peuvent encore vivre et se reproduire malgré les forces gravitationnelles qui sont 400 000 fois plus grande que ce qui est ressenti ici, sur Terre. Le Paracoccus denitrificans a été l'une des bactéries qui affiche non seulement la survie, mais aussi la croissance cellulaire robuste dans ces conditions d'hyperaccéleration qui sont habituellement trouvées seulement dans des environnements cosmiques, tels que sur les étoiles très massives ou dans les ondes de choc de supernovas. L'analyse a montré que la petite taille des cellules procaryotes est un facteur essentiel pour une croissance réussie dans l'hypergravité. La recherche a des implications sur la possibilité de l'existence de exobacteria et de panspermie. Une préoccupation de cette pratique est le mouvement rapide. Si vous déplacez votre tête trop rapidement pendant que vous êtes à l'intérieur d'une centrifugeuse en mouvement rapide, vous pourriez vous sentir mal à l'aise comme si vous basculiez en avant. Cela peut se produire lorsque les liquides de votre oreille interne qui permette la sensation d'équilibre dans les canaux semi-circulaires deviennent confus. Certaines expériences utilisant des centrifugeuses comprennent souvent des dispositifs qui fixent la tête des sujets en place, juste pour éviter que l'illusion de voyager à travers l'espace, cependant, la tête fixé n'est pas pratique et confortable,.
Afin de comprendre et de décrire l'influence de la gravité dans les systèmes, l'observation du comportement en microgravité et à 1 g (où g est l'accélération de la pesanteur à la surface de la Terre) ne suffit pas.

## Effets d'hypergravité sur la synthèse de matériaux
Des conditions élevées de gravité générées par centrifugation est appliquée dans l'industrie chimique, la coulée, et la synthèse de matériaux,,,. La convection et transfert de masse sont fortement affectés par les conditions gravitationnelles. De nombreux chercheurs ont rapporté que le haut le niveau de gravité peut effectivement influer sur la composition de la phase et de la morphologie des produits.

## Effets d'hypergravité sur le taux de vieillissement des rats
Depuis que Pearl a proposé la théorie du taux de vie du vieillissement, de nombreuses études ont démontré sa validité chez les poïkilothermes. Chez les mammifères, cependant, une démonstration expérimentale satisfaisante fait toujours défaut, car une augmentation du métabolisme de base de ces animaux imposée de l'extérieur (par exemple par le placement dans le froid) est généralement accompagnée d'une perturbation homéostatique générale et de stress. La présente étude est fondée sur la constatation que les rats exposés à une gravité légèrement accrue sont capables de s'adapter avec peu de stress chronique, mais avec un niveau plus élevé de dépenses métaboliques de base (augmentation du "taux de vie"). Le taux de vieillissement des rats âgés de 17 mois qui avaient été exposés à 3,14 g dans une centrifugeuse pour animaux pendant 8 mois était plus élevé que celui des témoins, comme le montrent la teneur apparemment élevée en lipofuscine du cœur et des reins, la réduction du nombre et l'augmentation de la taille des mitochondries du tissu cardiaque, et la respiration inférieure des mitochondries du foie (réduction de l'"efficacité" : rapport ADP:0 supérieur de 20 %, P inférieur à 0. 10] La consommation alimentaire à l'état stable par jour et par kg de poids corporel, qui est vraisemblablement proportionnelle au "taux de vie" ou à la dépense métabolique de base spécifique, était environ 18 % plus élevée que chez les témoins (P inférieur à 0,01) après une période d'adaptation initiale de 2 mois. Enfin, bien que la moitié des animaux centrifugés n'aient vécu qu'un peu moins longtemps que les témoins (moyenne d'environ 343 jours contre 364 jours sur la centrifugeuse, différence statistiquement non significative), la moitié restante (les plus longs survivants) a vécu sur la centrifugeuse en moyenne 520 jours (intervalle 483-572) contre 574 jours (intervalle 502-615) pour les témoins, calculés à partir du début de la centrifugation, soit 11 % de moins (P inférieur à 0,01). Par conséquent, ces résultats montrent qu'une augmentation modérée du niveau du métabolisme de base de jeunes rats adultes adaptés à l'hypergravité par rapport aux témoins en gravité normale s'accompagne d'une augmentation à peu près similaire du taux de vieillissement des organes et d'une réduction de la survie, en accord avec la théorie du taux de vie du vieillissement de Pearl, précédemment démontrée expérimentalement uniquement chez les poïkilothermes.
Il y a aussi des effets sur le comportement des rats adultes : Des ratons gestants exposés à l'hypergravité (1,8  g ) ou à une gravité normale en période périnatale ont été évalués.  Par rapport aux témoins, le groupe d'hypergravité avait des latences plus courtes avant de choisir un bras de labyrinthe dans un labyrinthe en T et moins de coups exploratoires dans une planche à trous. Lors des rencontres dyadiques, le groupe d'hypergravité avait un nombre inférieur d'épisodes d'auto-toilettage et des latences plus courtes avant de passer sous le rat adverse.